# 吳逢翔
吳逢翔，字穉震，福建晉江縣人，明朝政治人物，同進士出身。

## 生平
天啓元年（1621年）辛酉科福建鄉試舉人，崇禎元年（1628年）戊辰科进士，选廣東歸善縣知縣，改任湖廣長沙縣知縣，歷官刑部員外郎，升金華府知府。累官廣東嶺右參議。